# Narratología

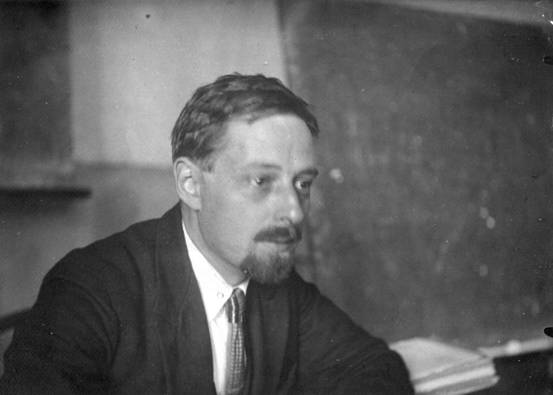
Vladimir Propp en 1928. Historiador literario, profesor universitario, lingüista, escritor y filólogo soviético.Precursor de la narratología.

La narratología es la disciplina semiótica a la que compete el estudio estructural de los relatos, así como su comunicación y recepción. Aunque tiene una larga tradición anterior, los mayores avances en el campo de la narratología se deben al estructuralismo, que subdividió y clasificó los rasgos principales de toda narración. Desde la década de 1980, la narratología es una de las herramientas más fuertes para el análisis de los relatos.

## Concepto
La narratología es una gramática de la literatura derivada de la semiótica, la cual estudia el análisis estructural del relato, es decir, el estudio de los elementos del texto narrativo y cómo las relaciones entre ellos generan significados. La narratología parte de la idea de que el relato no debe aislarse de la estructura, aunque ésta tenga un significado autónomo y funcione independientemente, pues en el mensaje se desarrolla el propósito estético.

## Orígenes
El término fue acuñado por Tzvetan Todorov a finales de los 60 en su texto Grammaire du Decamerón, y es de los principales exponentes junto con A. J. Greimas, y los críticos franceses Gérard Genette, Claude Bremond y Roland Barthes. 
Debido a la idea de que existen ciertas estructuras universales adaptables a textos narrativos específicos, se puede decir que los antecedentes de la narratología fueron cimentados por Vladímir Propp con su libro Morfología del cuento, y por el análisis estructural de los mitos de Claude Lévi-Strauss. Propp describe los cuentos folclóricos de acuerdo a sus partes constitutivas, y las relaciones de éstas con el conjunto y entre ellas mismas; divide el cuento en siete “esferas de acción” y treinta y un elementos o “funciones”. Por otro lado, Lévi-Strauss propone que los mitos pueden reducirse a unidades individuales denominadas mitemas, las cuales adquieren significado al combinarse entre sí; ese conjunto de relaciones es lo que define al mito, no las particularidades de la narración. El relato, en estas dos concepciones, se considera como una repetición de acontecimientos basados en un sistema.

## Elementos del texto narrativo

### Narración
Es la sucesión lógica o causal de hechos producidos en un tiempo determinado. En una estructura tradicional, la situación inicial se ve digerida por los acontecimientos que suceden a lo largo del relato y finaliza con una transformación de la situación. Sin embargo, hay muchas otras estructuras en las que se juega cronológicamente con los hechos.
Tzvetan Todorov distingue entre relato e historia. El relato es el elemento dominante de la obra en prosa; en este se desenvuelve la historia, y le concierne el orden cronológico: en la historia se entretejen varios hilos que van rotándose el orden de importancia en la narración, cada uno a su tiempo, “corresponde a una exposición pragmática de lo que sucedió”. Así pues, la historia se centra en la lógica de las acciones y la sintaxis de los personajes mientras que el relato se centra en el tiempo, los aspectos y los modos de narrar un relato.  
Sin embargo, Gérard Genette introduce un tercer elemento estableciendo un modelo triádico donde distingue entre historia, relato y narración. Entendiendo historia como el conjunto de acontecimientos que se cuentan, el relato como el resultado del proceso narrativo y finalmente la narración como el proceso a través del cual se enuncian los contenidos de la historia del relato.

### Narrador
El narrador es  el sujeto de la enunciación del discurso. En el acto de comunicar un mensaje, el narrador es el mediador que relata hechos pasados, creando una atmósfera de presente, tiempo que refiere al momento de la narración. Puede ser un personaje más que se mueve en otro plano a diferencia del resto de los personajes, o una voz que va ocupando distintos puntos de vista a lo largo del relato. Es el puente de comunicación entre el autor y el lector. La línea entre autor y narrador debe ser muy clara, pues no siempre hay una identificación total del uno con el otro, aunque el autor puede manifestarse dentro de su papel de narrador para interactuar directamente con el lector.
Gérard Genette define al acto narrativo y al narrador como “voz”, la incidencia del  y menciona tipos de narradores: heterodiegético, homodiegético y autodiegético, la cual se diferencia del “foco”, que es la perspectiva “del que ve”. Para Gérad Genette el rol del narrador es la narración, es decir, relatar la historia. Además, su discurso  puede tener otras funciones extranarrativas.; función narrativa, de dirección, comunicación, testimonial o ideológica.  

### Personajes
Son estructuras o efectos de sentido que pueden participar tanto en el discurso narrativo como en las acciones de la historia. Se les describe tanto en sus rasgos físicos como en los de la personalidad, resultando una prosopografía o retrato del personaje. Pueden tener dos dimensiones: funcional, donde motivan la acción por su interacción con el tiempo, espacio y los demás personajes, o caracterizadora, en donde aquello que los define los coloca dentro de la acción. Se clasifican por su participación activa e importancia en la obra en principales, secundarios y terciarios. En los personajes principales se encuentra el protagonista y antagonista. Los secundarios son aquellos cuya importancia es menor aunque a veces adquieren relevancia en momentos concretos, sirven para conocer mejor a los personajes principales o son relevantes para el avance de la acción. Los terciarios se caracterizan por su fugacidad, aparecen en algún momento y luego desaparecen. 

### Espacio
Las acciones de la historia se desarrollan en este plano; con la narración se construye la escena de los hechos, a veces ligada a la perspectiva de un personaje o del narrador. Es un espacio manipulable donde el narrador va guiando el panorama del lector para apreciar aquello que refiera algo significativo en el discurso; el espacio se controla para enfatizar acciones o detalles, de cuya interpretación debe encargarse el lector.

### Tiempo
El tiempo determina el orden y duración de los acontecimientos en la narración. El orden temporal es doble porque, por un lado se encuentra el orden canónico de los sucesos, un presente donde “se efectúa el acto de narrar y a partir del cual se delimita el pretérito de la historia”; y por otro, el orden impuesto por el narrador, donde se puede generar la intriga y tensión gracias a la disposición de los eventos en la narración. A estos también se les ha llamado tiempo gramatical y tiempo narrativo, y refieren a la posición temporal que el narrador debe adoptar con respecto al relato, o bien a la “relación entre el acto de narrar y los acontecimientos narrados”. Cuando los acontecimientos no suceden de forma lineal, se le llama anacronía, de la cual hay dos formas: 
-	Analepsis o retrospección: La narración comienza in medias res, es decir, se omitieron sucesos previos, pero serán relatados más adelante. 
-	Prolepsis o anticipación: Se narran eventos antes de que sucedan.

### Acción
Es la unidad fundamental de la narración y el desarrollo de eventos singulares que pueden o no conducir a un desenlace. Requiere de la interacción de otros componentes del relato: del sujeto o sujetos que la desempeñen, del tiempo en el que se desarrolle, y las transformaciones o consecuencias en las que resultarán. En la narrativa es un concepto privilegiado debido a su configuración estructural y dominantes semánticas, cuyo tratamiento las caracteriza para cada género. La trama es un orden cronológico, de diversos acontecimientos presentados por un autor o narrador a un lector. En este sentido, es un concepto referido al conjunto de acontecimientos de una historia según el orden causal y temporal en el que ocurren los hechos. El concepto de trama fue especial objeto de estudio de los formalistas rusos. La trama se diferencia del argumento en que esta busca establecer conexiones causadas entre los distintos elementos de la narración, y no solamente describir una simple sucesión de una secuencia de acontecimientos.

## Principales teóricos de la narratología

### Gérard Genette
Gérard Genette propone tres categorías para distinguir los tiempos literarios: el recit, que es el orden real de los sucesos del texto; la histoire, que es la secuencialidad real de los sucesos; y la narration, que refiere al acto de relatar. También establece diferencias entre narración, que es el acto de contar o relatar una historia, y relato, que es la historia en sí.
Propone cinco categorías centrales del análisis narrativo
1. Orden: secuencia temporal del relato; cómo opera temporalmente el relato.
2. Duración: refiere a la prolongación e incluso omisión de los sucesos en la historia.
3. Frecuencia: la variación en que un suceso es referido en el texto, cómo se refiere a él a lo largo de la narración y cuántas veces, o la repetición de acciones dada por el narrador.[22]
4. Disposición: 
  - Distancia: es la manera de referir la historia (“diégesis”) o representarla (“mímesis”)
  - Perspectiva: tradicionalmente llamado “punto de vista”. Refiere a la posición del narrador con respecto a los personajes y las acciones. Si el relato está “no enfocado” tenemos a un narrador omnisciente; si está “enfocado internamente”, este se ubica en los puntos de vista de varios personajes o de uno fijo; si es un “enfoque externo”, el narrador sabe menos que los personajes.
5. Voz: Refiere al acto narrativo, al narrador y lo narrado. Se establecen combinaciones entre “el tiempo del relato” y el “tiempo narrado”, y el tiempo en el que pueden acontecer los sucesos. Se establecen diferentes tipos de narradores:[10]
  - Heterodiegético: está ausente de su propio relato.[23]
  - Homodiegético: relatos en primera persona, está dentro del relato.[24]
  - Autodiegético: Está dentro del relato y es personaje principal.[25]

A su vez, también distingue tres categorías correspondientes a tres niveles narrativos:
  - Extradiegético: la primera instancia narrativa narra el relato marco.
  - Diegético o intradiegético: donde se incluye los acontecimientos de la historia misma  así como la posible instancia narrativa de un relato segundo, si existe.
  - Metadiegético: donde se incluyen los acontecimientos del relato segundo.

### Roland Barthes
Roland Barthes en Introducción al análisis estructural de los relatos  propone que tanto el relato como la frase tienen la misma estructura semántica, por lo tanto la lingüística puede ser un medio para el análisis literario. En el relato se tienen que distinguir los modos de descripción y jerarquizarlos entre los niveles de la lingüística; una unidad de cada nivel de análisis debe tener lugar en el siguiente nivel para cobrar sentido. Los niveles de descripción son: función, acción y narración.
La función, al ser la unidad narrativa mínima, se establece como la medida de las relaciones entre elementos de la narración. Es una unidad de contenido de la cual derivan correlatos y, de ellos, significados implícitos. Divide las funciones en distribucionales e integradoras. Las distribucionales tienen un correlato en el mismo nivel y obedecen a una estructura sintagmática. Dentro de las distribucionales están las funciones cardinales, que son el núcleo de la función; la información que aporta puede parecer irrelevante pero a lo largo del texto va cobrando importancia; y la catálisis, que retarda o acelera la acción, genera suspenso y hace descripciones en general.
Las funciones integradoras cobran sentido de nivel en nivel. Aquí se ubica la segunda clase de unidades narrativas: los indicios, que guardan información importante a pesar de no referirla directamente. A ellos se oponen los informantes, los cuales dotan de verosimilitud al relato sin interferencias. Hablan de algo específico, pues buscan hacer más verdadero el relato.
A la manera de relacionarse entre funciones se le llama secuencia, y esta relación da lugar a una acción de principio a fin. Puede haber otras secuencias dentro de una secuencia.

### Tzvetan Todorov
Tzvetan Todorov desarrolla una gramática narrativa utilizando el Decamerón para ejemplificarla: las relaciones entre personajes, que tienen una función sustantiva, dan pauta para hacer un análisis oracional de las historias; los atributos de los personajes tendrían la función adjetival y sus acciones la verbal.
Después, a partir de la identificación de indicios, Todorov hace formulaciones predictivas por los posibles tipos de relaciones que comprometen a las personas en la vida cotidiana, a los que llamará predicados “de base”: el deseo o amor, la comunicación o confidencias, y el de participación o ayuda. Estos predicados base se someten a dos reglas de derivación, a partir de las cuales surgen otro tipo de predicados vinculables a los primeros; la regla de oposición expresa los correlatos opuestos a los predicados base, sin dejar lugar a que sean expresados de otro modo. La regla de voz pasiva, además de dar por hecho la existencia de sus correlatos, señala que de los predicados “de base”, al ser sometidos a una reconstrucción en voz pasiva (mas no una reversión del enunciado), surgen otras proposiciones. El último predicado es el advertir, el cual surge en dos niveles de apreciación de una relación: el “ser” y el “parecer”; este denota las verdaderas intenciones de ciertas acciones, revela las apariencias.

## Glosario
Discurso: Unidad lingüística superior a la frase conformada por enunciados coherentes entre sí. Conjunto de enunciados con características semánticas en común, las cuales funcionana dentro de un mismo marco. En la narratología, está relacionado con la historia, aunque ambos se desarrollan individualmente; el discurso es el medio que transporta el contenido, el modo en que el narrador da a conocer una realidad.
Focalización: Refiere al “punto de vista”, “visión” o “foco narrativo” del discurso diegético. Es la representación de la historia dada por un determinado campo de conciencia que puede ser el narrador o un personaje de la historia. Sin embargo, no solo se limita a la visión subjetiva de la historia, sino que se somete a los valores e ideologías de quien la enuncia o representa. Puede haber focalización interna, externa u omnisciente.
Historia: conjunto de acontecimientos y contenido, reales o ficticios, que constituyen el significado narrativo. Es la realidad que se evoca dentro de la narración. Puede ser reconstruida por la temporalidad lógica de los sucesos. Tiene una estrecha relación con el discurso, en tanto que el medio que expresa el contenido influye en el contenido mismo al ser representado.
Indicio:Unidad de integración cuyo valor es adquirido en la globalidad del texto, así como pueden ser ellos mismos quienes motiven otros significados del texto. Sugieren atmósferas, carácter o sentimientos. Según Barthes, son expansiones con respecto a las funciones cardinales.
Orden: Organización temporal de la narrativa que surge en la relación entre historia y discurso. El orden cronológico, dado en el plano de la historia es la secuencia temporal de los sucesos que la conforman; sin embargo, el tiempo del discurso puede seguir un orden diferente, ya sea natural (sin alteraciones en la línea cronológica), o bien estar alterado por la anacronía o saltos en el tempo. A partir de éstas, las secuencias omitidas se recuperan en un ejercicio de analepsis (retrospección) o de prolepsis (anticipación) efectuados por el narrador.
Secuencia: Cohesión o agrupamiento de unidades narrativas encadenadas entre sí; es decir, ordenadas lógicamente a modo de generar un significado.